# Novo Selo (Struga)
Novo Selo é uma vila localizada no município de Struga, na República da Macedônia do Norte.